# Muthmannshofen

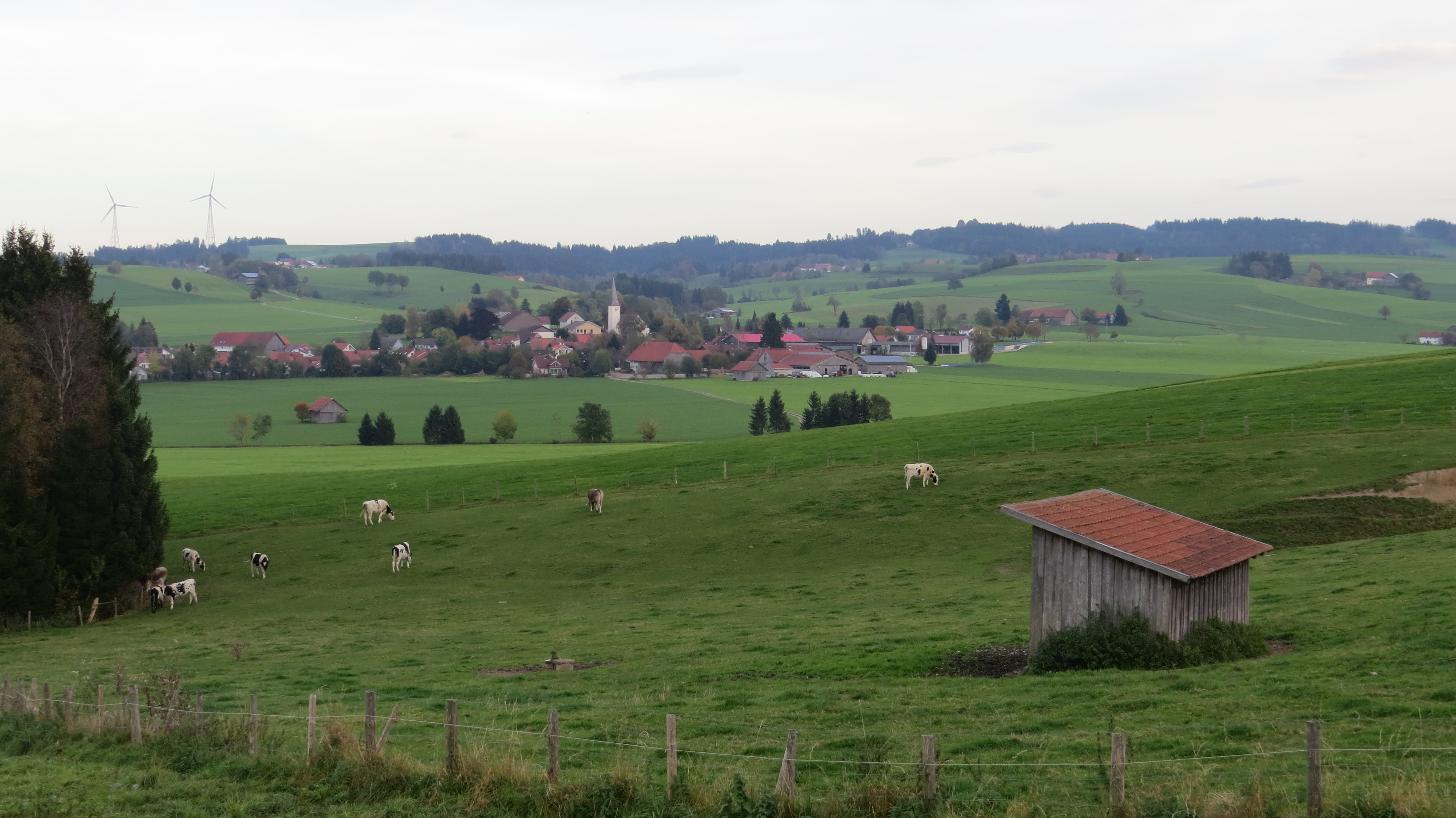
Muthmannshofen von Westen

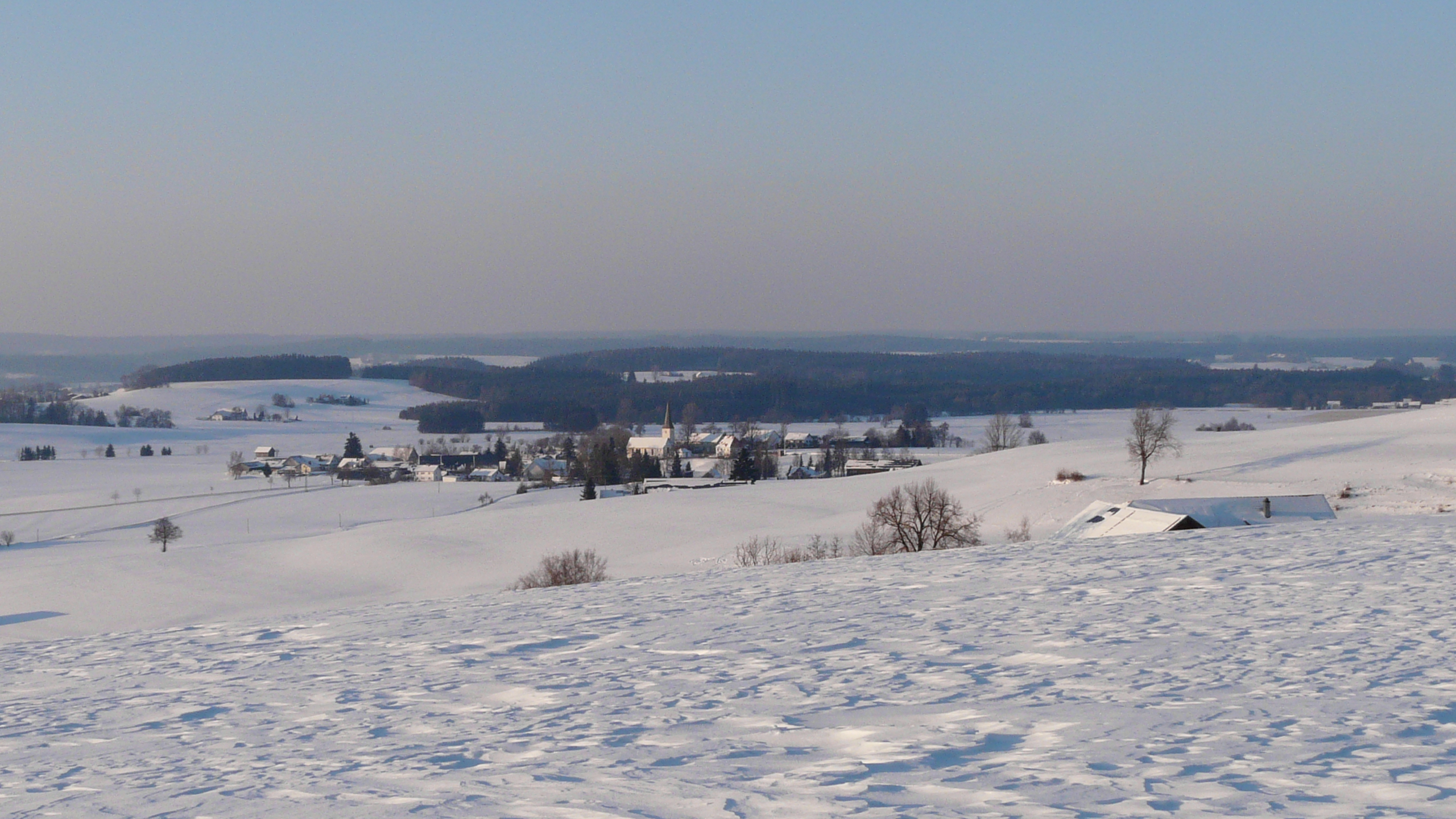
Muthmannshofen von Süden

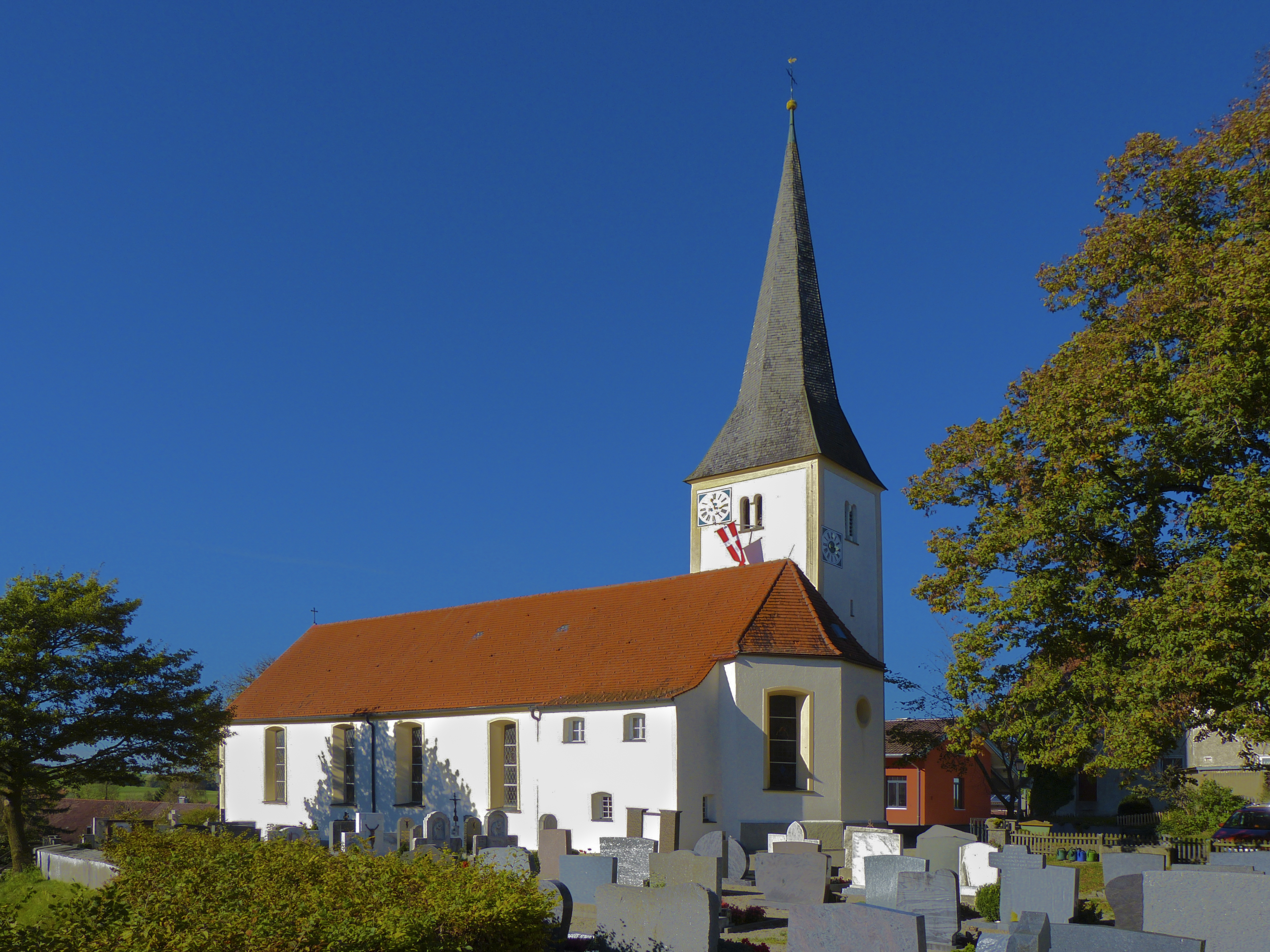
Pfarrkirche St. Mauritius

Muthmannshofen ist ein Gemeindeteil des Marktes Altusried und eine Gemarkung im bayerisch-schwäbischen Landkreis Oberallgäu.

## Lage
Das Pfarrdorf liegt im Allgäu, umgeben von Feldern und Wiesen, etwa 9 km westlich von Altusried an der Kreisstraße OA 16. Die Stadt Kempten ist 18 km, die Landesgrenze zu Baden-Württemberg 500 m entfernt. Der Fuchshaldenbach fließt durch den Ort.
Die Gemarkung Muthmannshofen liegt vollständig im Gemeindegebiet von Altusried und umfasst 706,66 Hektar. Auf ihr liegen die Altusrieder Gemeindeteile Geba, Hettisried, Hohentann, Lendraß, Muthmannshofen, Oberegg, Schwenden, Unteregg und Wendelins. In den Gemeindeteilen auf der Gemarkung Muthmannshofen lebten am 31. Dezember 2021 insgesamt 440 Einwohner. Die Bevölkerungsdichte lag somit bei etwa 62 Einwohnern/km².

## Geschichte
Für das Jahr 1166 ist ein Ort namens Mutwigishofen genannt, was damit auch die erste Erwähnung von Muthmannshofen ist. Der Edelfreie Bertholdus de Muthmannshofen trat 1169 im Gefolge der Grafen von Veringen als Zeuge auf.
Um 1200 wurde die Pfarrkirche aus dem Dorf auf die hohe Position eines Burgstalls der früheren Herrscher von Muthmannshofen verlegt. Nach dem Liber Taxationis (Einkünfte von Kirchen und Benefizien des Bistums Konstanz) gab es im Jahr 1350 in der Pfarrei Muthmannshofen 16 Wohnungen. Im Jahr 1503 richtete das Fürststift Kempten in der im Vorjahr übernommenen Herrschaft Hohenthann drei Dorfgerichte ein, unter anderem gehörte dazu auch Muthmannshofen.
1710 wurde die Kirche St. Mauritius umgebaut. 1711 wurde der Ort vereinödet. 1890 wurde der Kirchturm erhöht und von 1907 bis 1913 das Kirchenschiff verlängert. 1952 wurde der Kircheninnenraum restauriert.
Im Jahr 1972 schloss sich die Gemeinde Muthmannshofen im Zuge der Gebietsreform dem Markt Altusried an. Sie hatte ein Gebiet von etwa 706 Hektar und die neun Gemeindeteile Geba, Hettisried, Hohentann, Lendraß, Muthmannshofen, Oberegg, Schwenden, Unteregg und Wendelins.

## Wirtschaft und Infrastruktur
Das Dorfgemeinschaftshaus wurde im Jahr 2012 in Eigenleistung der Bürger umgebaut und bietet Räumlichkeiten für Vereine und Feiern. Außerdem gibt es eine Turn- und Festhalle.

### Verkehr
Die Kreisstraße OA 16 verbindet Muthmannshofen mit dem Umland.

## Denkmäler
In Muthmannshofen gibt es drei eingetragene Baudenkmäler:
- Katholische Pfarrkirche St. Mauritius
- Katholische Kapelle mit Kerkerchristus, sogenannte Jesuskapelle
- Wegkapelle St. Anna selbdritt

Siehe auch: Liste der Baudenkmäler in Muthmannshofen.